# Jim Sheridan

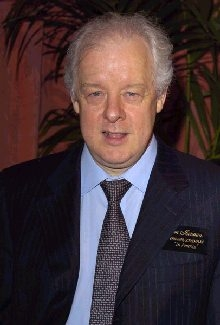
Jim Sheridan

Jim Sheridan (Dublin, 6 februari 1949) is een Iers filmregisseur en -producent. Hij werd zes keer genomineerd voor een Oscar. Zijn filmproducties staan bekend om hun lange voorbereidingstijd.

Sheridan volgde zijn eerste opleiding bij de Christelijke Broeders van Ierland. Hij behaalde een graad aan de Universiteit van Dublin.
In 1989 maakte hij de film My Left Foot gebaseerd op de autobiografie van de Ierse invalide schrijver Christy Brown (1932-1981), die alleen zijn linkervoet kon bewegen. De film bezorgde hoofdrolspeler Daniel Day-Lewis de BAFTA Award voor de beste acteur en Academy Award voor Beste Acteur en tegenspeelster Brenda Fricker de Academy Award voor Beste Vrouwelijke Bijrol voor haar uitbeelding van de schrijvers moeder.
In the Name of the Father, gebaseerd op de politieke controverse rond de Guildford Four, werd gelauwerd met zeven Oscarnominaties, waaronder de Academy Award voor Beste Regisseur, maar verzilverde er geen. Wel won de film in 1994 de Gouden Beer op het Filmfestival van Berlijn.
De semi-autobiografische film In America uit 2002 vertelt het verhaal van een Ierse immigrantenfamilie die een bestaan wil opbouwen in New York. Het acteerspel van zowel Djimon Hounsou als Samantha Morton was een Oscarnominatie waard, evenals het screenplay, dat Sheridan samen met zijn dochters Naomi en Kirsten had geschreven.
Sheridan is getrouwd en heeft drie dochters. Het gezin woonde in New York van 1981 tot 1989, maar verhuisde terug naar Ierland om My Left Foot te filmen. Zijn productiemaatschappij aldaar heet Hell's Kitchen.

## Filmografie
- My Left Foot (1989)
- The Field (1990)
- In the Name of the Father (1993)
- Some Mother's Son (1996) (als auteur)
- The Boxer (1997)
- Bloody Sunday (2002) (als producent)
- In America (2002)
- Get Rich or Die Tryin' (2005)
- Brothers (2009)
- Dream House (2011)
- The Secret Scripture (2016)